# 독도체
독도체는 윤디자인연구소에서 제작한 글꼴이다.